# Zagros TV
Zagros TV er en kurdisk tv-station grundlagt i Kurdistan (Irak).
Kanalen har fået navnet fra Zagros bjergene.

## Eksterne Henvisninger
- Zagros TV hjemmeside Arkiveret 24. februar 2008 hos  Wayback Machine (engelsk)
- Zagros TV Live Arkiveret 11. august 2011 hos  Wayback Machine

| Fjernsyn | Spire Denne artikel om en tv-kanal er en spire som bør udbygges. Du er velkommen til at hjælpe Wikipedia ved at udvide den. |